# Хатем Трабелси
Хатем Трабелси е известен тунизийски футболист. 

## Биография
Той е роден на 25 януари 1977 г. Първите си стъпки в професионалния футбол Трабелси прави с отбора на „Сфакс“. Вследствие на представянето си за тунизийския отбор, Трабелси е купен от холандския гранд „Аякс“. Своят дебютен мач за холандците, Трабелси прави на 8 август 2001 г., срещу шотландския шампион „Селтик“, спечелен от „Аякс“ с 3:1. В клубът от Амстердам, Трабелси печели две шампионски титли и една купа на Холандия. С фланелката на холандския гранд Трабелси изиграва 99 мача, в които е отбелязал два гола.
За националния отбор на Тунис, футболиста дебютира през 1998 г. срещу Грузия. С националния отбор на Тунис той участва на две световни първенства и в три надпревари за Купата на Африканските нации; става капитан на националния отбор. Един от най-значимите моменти във футболната кариера за Трабелси е спечеления финал за Купата на Африканските нации през 2004 г. срещу състава на Мароко. „Милан“, „Арсенал“, „Пари Сен Жермен“ проявяват интерес да го купят след доброто му представяне в националния отбор. През 2005 г. Трабелси заминава на проби при „артилеристите“ от лондоския „Арсенал“, където е харесан от селекционера Арсен Венгер. Поради лични причини, които не оповестява, футболистът не подписва договор с „Арсенал“ и се завръща в Холандия. През 2006 г. подписва договор с  „Манчестър Сити“. Поради здравословни проблеми дебютът на Трабелси за новия му отбор се отлага във времето. В първия си официален мач, тунизиецът вкарва гол срещу градския съперник „Манчестър Юнайтед“, но въпреки това отборът му губи срещата с 1:3. 
За националния отбор на Тунис Хатем Трабелси е изиграл 61 мача, в които е отбелязал един гол. През 2006 г. Хатем Трабелси решава да преустанови участията си за националния отбор след неуспешното Световно първенство по футбол в Германия, на което тунизийците са елиминирани след груповата фаза на състезанието. През 2007 г. прекратява и своя контракт с Манчестър Сити след не особено успешен сезон за младия футболист. По-късно води преговори с Льо Ман и Олимпик (Марсилия), но до установяване на официални взаимоотношения така и не се стига.